# Касамацу Шіро

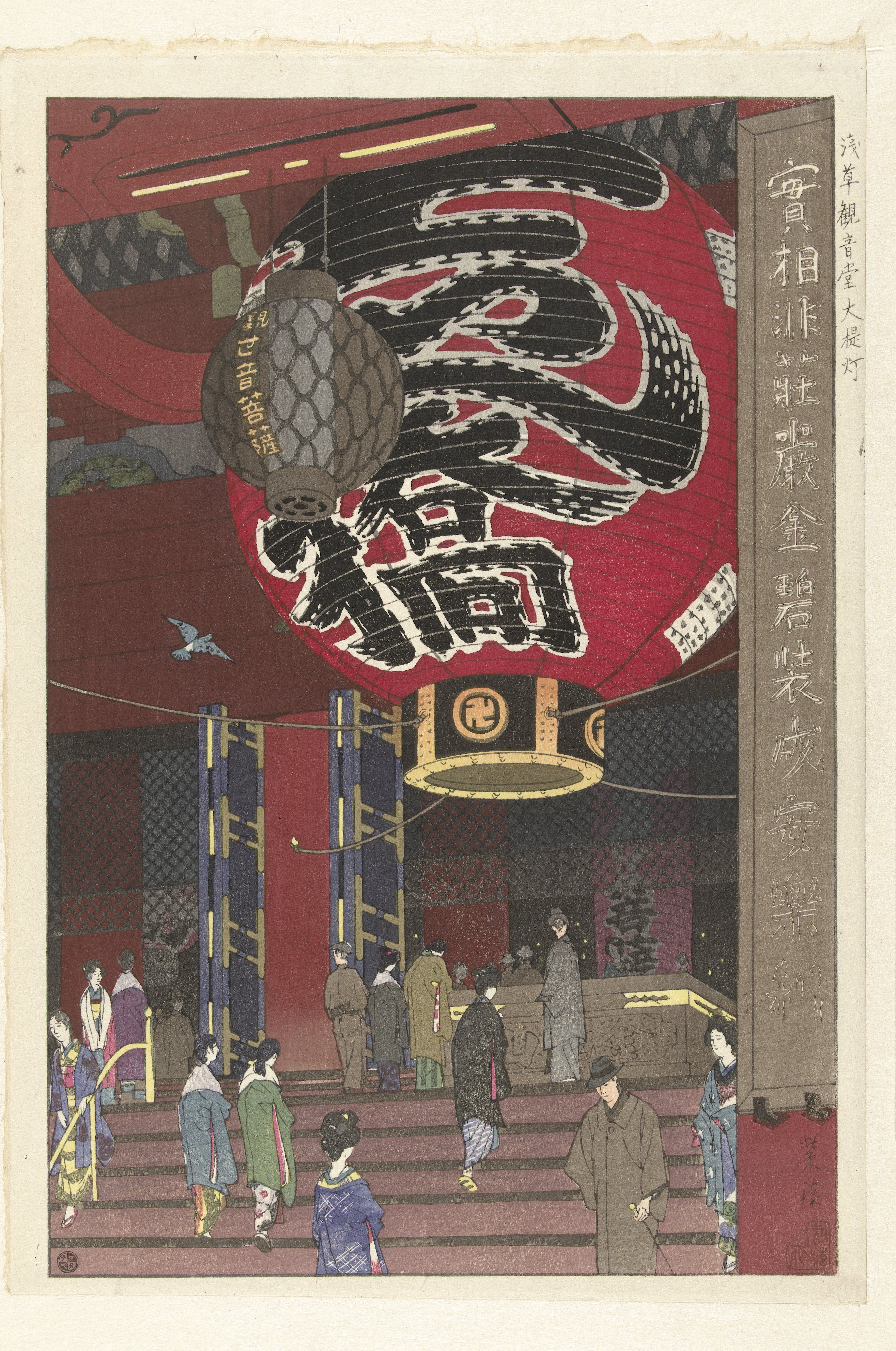
Великий ліхтар у храмі Каннон в Асакуса, 1934

Касамацу Шіро (笠松 紫浪, 11 січня 1898 — 14 червня 1991) — японський гравер та ксилограф, представник течій шін-ханґа та сосаку-ханґа.
Народився у Токіо. З 13 років навчався у Кабураґі Кійоката, традиційного майстра біджін-ґа, від якого і отримав псевдонім «Шіро» (紫浪). Касамацу займався пейзажами і з 1919 року співпрацював з Шьодзабуро Ватанабе. Майже всі його тогочасні роботи були знищені у пожежі, спричиненій великим кантоським землетрусом 1923-го року.
У 1940-х роках Ватанабе випустив ще близько 50 принтів Касамацу. У 1950-х роках Касамацу почав співпрацю з кіотським видавництвом Унсодо і до 1960 встиг виконати для них близько 102 робіт. У цей же час він почав працювати у жанрі сосаку-ханґа.